# Regolamento di polizia veterinaria
Il Regolamento di polizia veterinaria (RPV), approvato con DPR dell'8/2/1954 n. 320, è un regolamento applicativo che attua in maniera specifica i concetti espressi nel T.U.L.L.S.S. (Testo Unico delle Leggi Sanitarie, Regio decreto del 27/7/1934 n. 1265); esso si può considerare una codificazione delle conoscenze scientifiche relative alla natura delle malattie infettive e alla loro epidemiologia.
Il RPV è diviso in tre parti, chiamate titoli:
- il 1° di essi comprende le norme generali, comprese quelle sulla vigilanza veterinaria permanente;
- il 2° elenca norme speciali da adottare nella lotta alle specifiche malattie infettive;
- il 3° contiene le disposizioni generali e finali, comprese le sanzioni per chi infrange il Regolamento.
I primi 16 articoli del Regolamento trattano nello specifico modalità e conseguenze della denuncia.
All'articolo 1 (capo I) il Regolamento di polizia veterinaria elenca le malattie per le quali è fatto obbligo di denuncia. L'elenco si è notevolmente allungato nel corso degli anni, comprendendo oggi 59 malattie, rispetto alle 30 contenute in origine; esso viene implementato e aggiornato in base al continuo evolversi delle conoscenze scientifiche e al recepimento di norme comunitarie, le quali però possono non prevedere l'aggiunta della malattia in oggetto al detto articolo, a causa del sempre
maggiore ricorso da parte del legislatore comunitario ad atti cosiddetti self-executing quali Regolamenti o “Direttive dettagliate”.
Il citato elenco non è quindi più esaustivo di tutte le malattie denunciabili nel nostro Paese.
Gli articoli 2-8 (capo II) spiegano chi è tenuto ad effettuare e come si effettua la denuncia delle malattie infettive degli animali. Sono tenuti alla denuncia i veterinari pubblici, i veterinari liberi professionisti, i proprietari e i detentori di animali, gli albergatori, i conduttori di stalle di sosta, delle pubbliche stazioni di monta, i presidi delle facoltà di medicina veterinaria, i direttori degli istituti zooprofilattici, le autorità portuali marittime, i direttori degli aeroporti civili, i capi stazione, i carabinieri, le guardie di finanza, le guardie forestali e le guardie zoofile. La denuncia può essere fatta per iscritto o verbalmente al Sindaco, che rappresenta l'autorità sanitaria locale, e dovrà indicare la natura della malattia sospetta o accertata, il cognome e il nome del proprietario degli animali, l'ubicazione dell'allevamento, eventuali osservazioni del veterinario e le misure adottate d'urgenza per prevenire la diffusione della malattia. Il Sindaco contatterà il Servizio Veterinario, il quale proporrà le misure atte ad impedire la diffusione della malattia in attesa della conferma ufficiale.
Per specifiche malattie a carattere zoonosico viene prescritto lo scambio di informazioni tra i Servizi Veterinari e il responsabile del Servizio di Igiene pubblica e viceversa; questa reciprocità di informazione tra medici e veterinari assume grande
importanza al fine del coordinamento dell'azione di lotta contro le zoonosi.
Gli articoli 9-16 (capo III) enunciano i provvedimenti consecutivi alla denuncia:
- attuazione di un'indagine ufficiale (“inchiesta epizoologica”) per la conferma del sospetto,
- censimento degli animali presenti in azienda, loro isolamento e sequestro dell'azienda, che potrà essere di rigore (cioè mantenuto tramite piantonamento della forza pubblica) o fiduciario (il proprietario è responsabile dell'osservanza delle norme impartite) a seconda della gravità dell'infezione. Il proprietario, o il detentore degli animali, è il responsabile del mantenimento dei provvedimenti adottati in fase di indagine ufficiale.
Se l'indagine conferma il sospetto, oltre al mantenimento dei provvedimenti adottati nella fase precedente, se ne aggiungono altri più severi come l'abbattimento e la distruzione degli animali recettivi e loro prodotti e l'emanazione da parte del Sindaco dell'ordinanza di zona infetta e di zona di protezione.
Le misure restrittive sopra elencate vengono revocate una volta che il focolaio sia estinto e sia trascorso un idoneo periodo di tempo dall'effettuazione delle operazioni di pulizia e disinfezione dell'allevamento infetto.
A livello comunitario le malattie per le quali è prevista la denuncia non coincidono con quelle elencate all'art. 1 del RPV; non esistendo un “Regolamento di Polizia sanitaria europeo” la loro individuazione necessita di un'analisi approfondita del corpus juris comunitario. La legislazione comunitaria in materia di malattie infettive degli animali può essere suddivisa in tre grossi “capitoli”: uno che riguarda la lotta e la notifica delle malattie, uno che riguarda gli scambi e l'immissione sul mercato di
animali vivi e loro prodotti e uno comprendente la normativa che regola le loro importazioni da Paesi terzi. Si può altresì individuare una normativa “orizzontale” che regola la materia secondo criteri generali, applicabili a tutte le malattie e una
normativa “verticale” specifica per ogni singola malattia.
La Normativa “orizzontale” di riferimento (alla quale si rimanda per lo studio):
- Dir 92/119/CEE del Consiglio, che introduce misure generali di lotta contro alcune malattie degli animali nonché misure specifiche per la malattia vescicolare dei suini;
- Dir 2003/99/CE del Parlamento europeo e del Consiglio, sulle misure di sorveglianza delle zoonosi e degli agenti zoonotici;
- Dir 90/425/CEE relativa ai controlli veterinari e zootecnici applicabili negli scambi intracomunitari di taluni animali vivi e prodotti di origine animale;
- Dir 92/65/CEE del Consiglio, che stabilisce norme sanitarie per gli scambi e le importazioni nella Comunità di animali, sperma, ovuli ed embrioni.

Quella riguardante il settore ittico comprende principalmente:
- Dir 91/67/CEE del Consiglio, che stabilisce le norme di polizia sanitaria per la commercializzazione di animali e prodotti d'acquacoltura;
- Dir 93/53/CEE del Consiglio, recante misure comunitarie minime di lotta contro talune malattie dei pesci;
- Dir 95/70/CE del Consiglio, che istituisce misure comunitarie minime di lotta contro talune malattie dei molluschi bivalvi.

Il concetto di notifica a livello di ordinamento comunitario non è chiaramente definibile e identificabile come quello di denuncia nel diritto nazionale. Inoltre spesso si genera confusione tra i due termini, essendo usato, nelle versioni in italiano degli atti comunitari, il termine “malattie denunciabili” per tradurre l'espressione “notifiable diseases”. La notifica, come la denuncia, è un atto di natura amministrativa, è obbligatoria e produce effetti; la notifica non esclude la denuncia e viceversa, potendo la norma prevederle entrambe per la medesima malattia, anche se non tutte le malattie denunciabili secondo il RPV sono notificabili.
Mentre la denuncia comporta sempre l'adozione di provvedimenti da parte dell'Autorità sanitaria al fine di circoscrivere un eventuale focolaio, la notifica non implica necessariamente l'adozione di provvedimenti.
L'obbligo di denuncia investe una serie di categorie professionali (veterinari pubblici e liberi professionisti, conduttori di stalle di sosta, detentori di animali, etc.), mentre la notifica parte dall'Autorità sanitaria del Paese membro e giunge, tramite il sistema ADNS (Animal Disease Notification System) allo SCFCAH (Standing Committee for the Food Chain and Animal Health) presso la Commissione Europea: essa consiste in pratica in un sistema di comunicazione atto a informare tutte le Autorità dei Paesi membri della presenza di un focolaio.
Il concetto di denuncia viene espresso, oltre che nel Titolo I del RPV, anche negli artt. 264 e 265 del T.U.L.L.S.S. e prevede infatti che veterinari, proprietari di animali domestici, albergatori, conduttori di stalle di sosta debbano immediatamente
denunciare al sindaco ogni caso accertato o sospetto di malattia infettiva diffusiva del bestiame. Segue, all'art. 265, un elenco di malattie (è ben specificato il loro carattere infettivo e diffusivo) che comportano l'obbligo di abbattimento e distruzione degli animali colpiti. È evidente già da questi articoli il carattere di obbligatorietà di tale atto amministrativo e il fatto che questa implichi un'azione.
Il concetto di notifica trova il suo fondamento giuridico a livello comunitario nella Dir 82/984/CEE e successive modifiche, la quale precisa quali sono le malattie da notificare, quali sono le informazioni da comunicare e il flusso informativo che esse devono seguire. Inoltre, la Decisione 2005/176/CE stabilisce la codificazione e i codici per la notifica delle stesse malattie. A livello nazionale, la notifica trova fondamento giuridico nell'Ordinanza Ministeriale 6 ottobre 1984, ma le informazioni e i tempi da rispettare enunciati in questa non appaiono totalmente congruenti con quelli prescritti nella Direttiva comunitaria.
Si ricorda che l'elenco di malattie infettive denunciabili secondo il RPV non coincide totalmente con l'elenco presentato dall'OIE (Organizzazione Internazionale delle Epizoozie): può infatti riscontrarsi che malattie denunciabili per il RPV siano solo notificabili per l'OIE e viceversa.